# Beuren (Landschaftsschutzgebiet)
Das Landschaftsschutzgebiet Beuren ist ein mit Verordnung der Unteren Naturschutzbehörde beim Landratsamts Esslingen vom 9. April 2001 ausgewiesenes Landschaftsschutzgebiet (LSG-Nummer 1.16.094) im Gebiet der baden-württembergischen Gemeinde Beuren.

## Lage
Das 208,6 Hektar große Gebiet gehört naturräumlich zum Mittleren Albvorland. Es liegt nördlich der Gemeinde Beuren und östlich des Frickenhäuser Ortsteils Linsenhofen und grenzt an die Markungen Linsenhofen und Neuffen. Geringe Teilflächen liegen auf den Nachbargemarkungen.

## Schutzzweck
Wesentlicher Schutzzweck ist der Erhalt der wertvollen, reich strukturierten Streuobstwiesen und ihre wertvollen Zusatzstrukturen (Hangkanten, Gras- und Schotterwege, Trockenmauern, magere und trockene Raine, Brachen und kleine ungenutzte Teilflächen, Hecken, Feldgehölze, naturnahe Wälder und Waldränder sowie feuchte Quellbereiche), die für den Naturhaushalt des Albvorlandes von übergeordneter Bedeutung sind. Insbesondere der Erhalt der wertvollen Zusatzstrukturen, wie Hangkanten, Gras- und Schotterwege, Trockenmauern, magere und trockene Raine, Brachen und kleine ungenutzte Teilflächen, Hecken, Feldgehölze, naturnahe Wälder und Waldränder sowie feuchte Quellbereiche, stellen einen wichtigen Schutzzweck dar. Weiterer Schutzzweck ist der Erhalt der weitgehend naturnahen Fließgewässer Balzholzer Bach und Beurener Bach mit ihren Zuläufen und deren intakter Gehölzstrukturen. Ziel ist es, den Streuobstbestand in unmittelbarer Ortsnähe für das Orts- und Landschaftsbild zu erhalten und zu fördern.